# 陶文楼
陶文楼（1940年3月—2020年8月28日），江苏连云港人，中国逻辑学家。天津市逻辑学学会名誉会长，中国逻辑学会理事。

## 生平
1940年3月生于江苏，A血型。1965年毕业于南京大学哲学专业。毕业后分配至外交部工作，1967年参加中国人民解放军海军，1974年转业至天津南开大学任教，曾担任南开大学哲学系教授、党总支书记、系副主任等职。1986年调天津经济管理干部学院工作，历任政治系主任、党总支书记、教务长等职。1992年，任中国人民大学函授学院（1994年更名为中国人民大学成人教育学院）天津分院院长。兼任中国逻辑学会理事，全国形式逻辑研究会副会长，天津市逻辑学会理事长等职。1989年获天津市总工会颁发的七五立功奖章，1993年获评天津市市级优秀教师。2000年，天津经济管理干部学院与天津纺织工学院合并建立天津工业大学后，被聘为天津工业大学教授。2020年8月28日在天津逝世，终年80岁。

## 出版物
- 陶文樓 (编). . 臺北: 蘭臺出版社. 2014. ISBN 9789865633011.
- 陶文楼 (编). . 北京: 科学普及出版社. 2003. ISBN 7-110-05605-8.
- 陶文楼 (编). . 天津: 天津人民出版社. 2001. ISBN 7-201-03779-X.
- 陶文楼; 田宏第 (编). . 天津: 天津人民出版社. 1998. ISBN 7-201-03239-9.
- 陶文楼 (编). . 天津: 天津人民出版社. 1993. ISBN 7-201-01611-3.
- 陶文楼 (编). . 西宁: 青海人民出版社. 1992. ISBN 7-225-00561-8.
- 陶文楼; 邱法宗 (编). . 天津: 天津大学出版社. 1992. ISBN 7-5618-0361-3.
- 陶文楼等. . 天津: 南开大学出版社. 1986.
- 陶文楼. . 天津: 南开大学出版社. 1984.
- 陶文楼. . 北京: 中国社会科学出版社. 1981.